# Snaureset
Snaureset (norwegisch für Blanker Grat) ist ein niedriger Gebirgskamm im ostantarktischen Königin-Maud-Land. In der Sør Rondane ragt er im westlichen Teil der Berrheia in der Balchenfjella auf.
Wissenschaftler des Norwegischen Polarinstituts benannten ihn 1990.